# Меморіальний музей антияпонської війни китайського народу

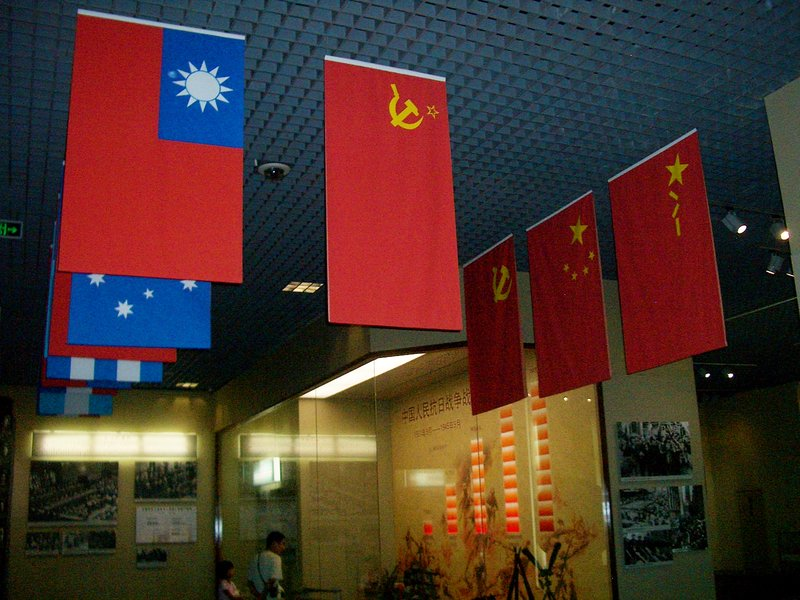
У залах музею

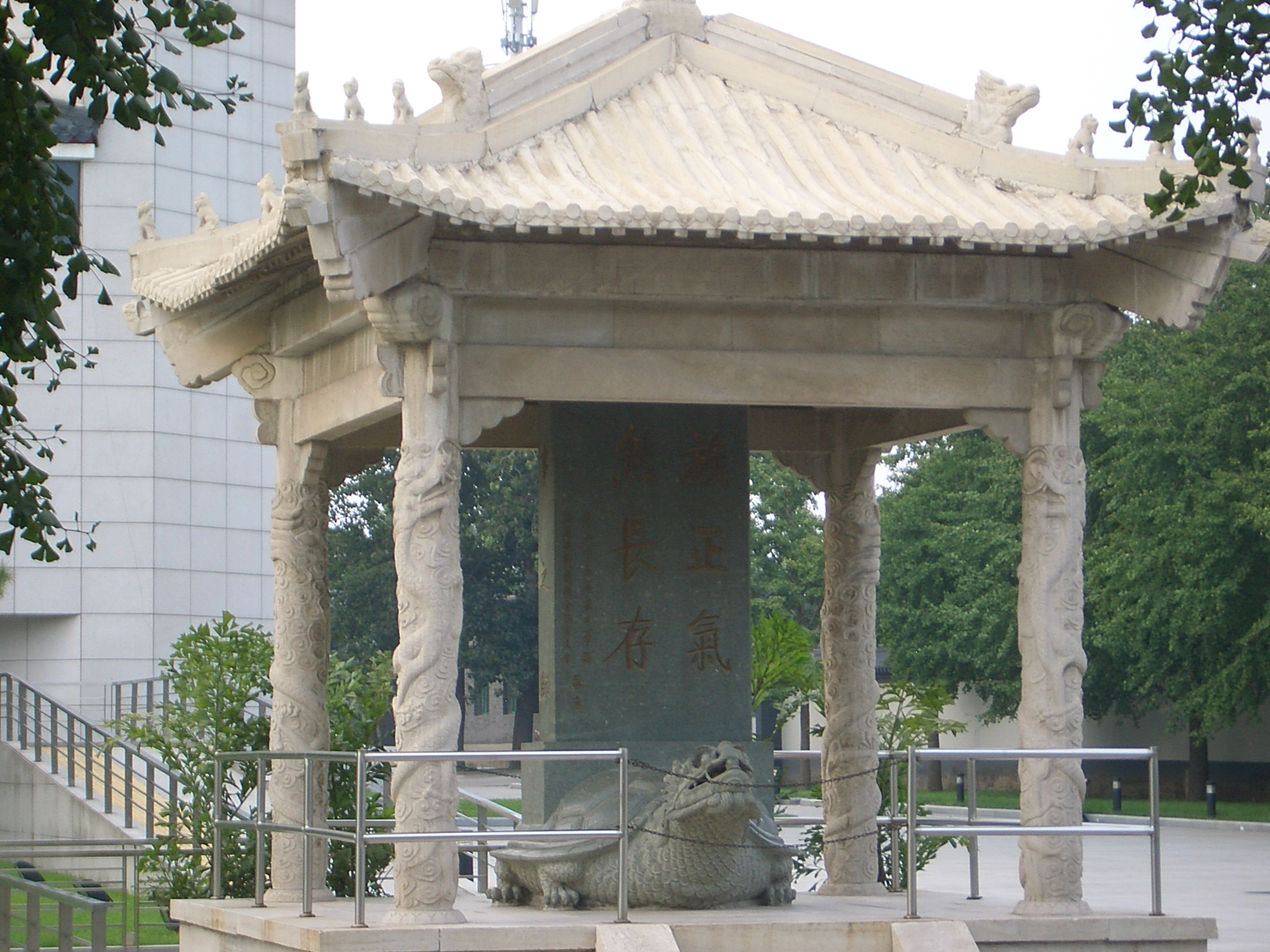
Меморіальна черепаха перед музеєм

Меморіальний музей антияпонської війни китайського народу (кит. спр. 中国 人民 抗日战争 纪念馆) — музей Пекіні, присвячений японо-китайській війни 1937-1945.

## Опис
Музей знаходиться в фортеці Ваньпін в районі  Фентай приблизно в 15 км на північний захід від історичного центру Пекіна, недалеко від  моста Лугоуцяо, з інциденту на якому і почалася війна.
Музей відкритий 7 липня 1987, до 50-ї річниці початку війни. Музей займає територію в 4000 м², площа перед музеєм - ще: 2000 м². До будівлі музею ведуть 8 ступенів, що символізують 8 років війни (1937-1945), додаткові 14 ступенів символізують 14 років перебування Маньчжурії під японською окупацією (1931-1945).
У залах музею за допомогою експонатів, картин і схем розповідається про важку боротьбу китайського народу проти японських загарбників. Є тривимірні світлозвукові панорами найважливіших битв (Пінсінгуаньський бій, Битва за Тайерчжуан). Окремі зали присвячені діям китайського експедиційного корпусу в Бірмі, боротьбі заморських китайців з японцями, іноземної допомоги Китаю, капітуляції Японії.

## Скульптурні твори
Навколо музею розташовані кілька значних скульптурних творів військово-патріотичного змісту, найбільшим з яких є монумент «Розбуджений лев». Перед музеєм встановлена меморіальна черепаха, що несе стелу з гаслом «Праве діло народу буде жити вічно»; в парку за музеєм - монументальний бюст канадського доктора-інтернаціоналіста Нормана Бетьюна.